# Tietosanakirja

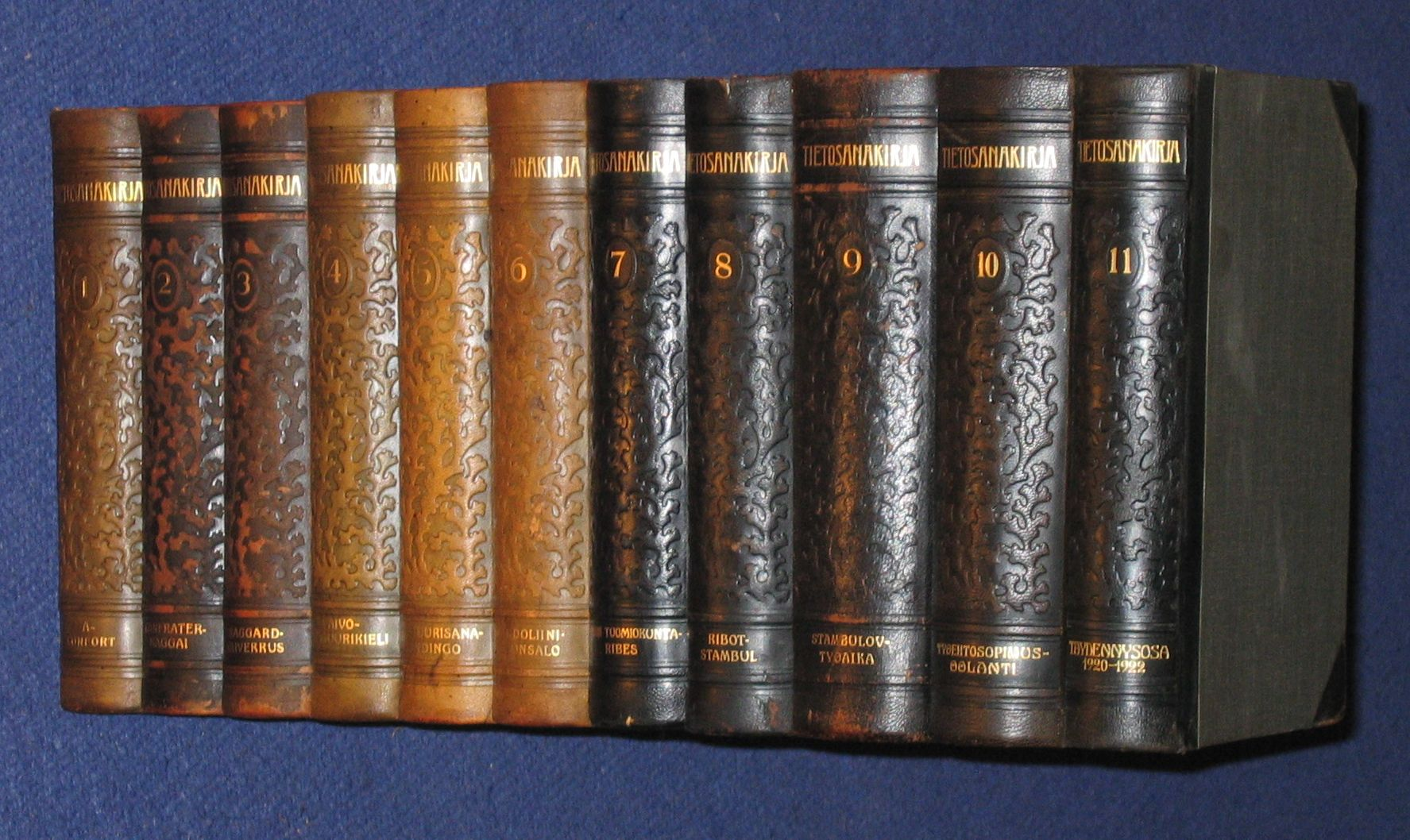
Tietosanakirja, 11 band 1909-1922

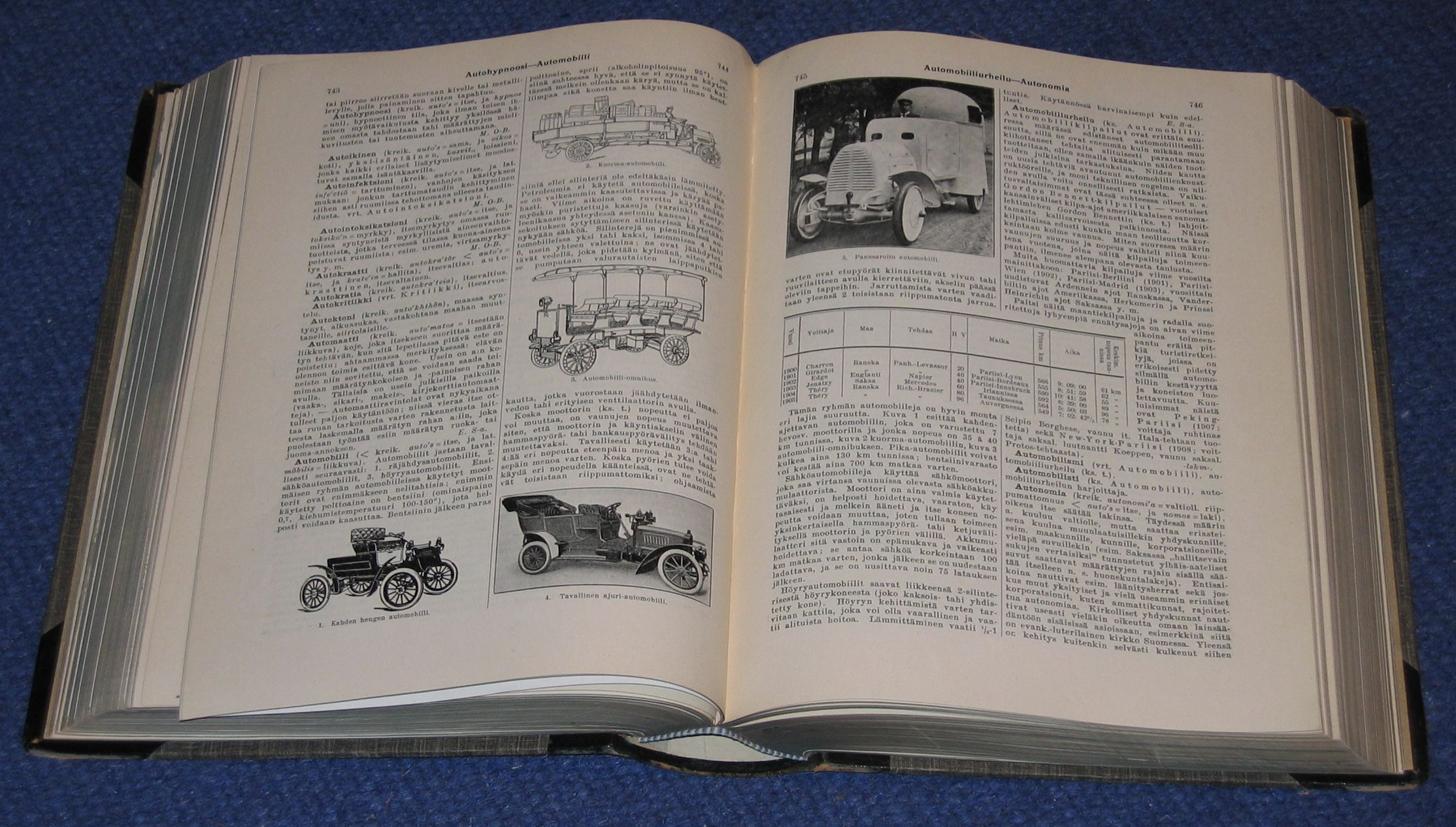
"Automobiili", första bandet av Tietosanakirja, 1909

Tietosanakirja, som är finska för uppslagsbok eller encyklopedi  (av tieto kunskap, sana ord, kirja bok), är även helt eller delvis titeln (vanliga tillägg är iso stor, pieni liten) på flera finska uppslagsverk. En överblick ges i Esko Häklis Myten om kunskapen. En essä om den encyklopediska traditionen i Finland (1979) och i artikeln fi:Tietosanakirja på finska Wikipedia.
Det första uppslagsverket på finska hade kort och gott titeln Tietosanakirja och utkom i tio band mellan 1909 och 1919. Det utgavs av ett speciellt aktiebolag Tietosana Oy, gemensamt ägt av förlagen WSOY och Otava. Under huvuddelen av utgivningstiden var Finland ett ryskt storfurstendöme, men artikeln om Ryssland (som på finska heter Venäjä) återfinns i band 10, liksom artikeln om det nyligen självständiga Estland (som på finska heter Viro). År 1922 utkom ett supplementband som förutom tekniska nyheter och världskriget till stor del upptas av en beskrivning av den 1917 självständiga republiken Finlands organisation.